# Алёшин, Павел Федотович
Па́вел Федо́тович Алёшин (рус. дореф.: Павелъ Ѳедотовичъ Алешинъ, 20 февраля (4 марта) 1881 — 7 октября 1961, Киев, СССР) — российский и советский архитектор и педагог, близкий друг публициста В. В. Шульгина.
Действительный член Академии архитектуры УССР (1945—1958), почётный член Академии строительства и архитектуры УССР (с 1958 года), доктор архитектуры (с 1946 года).
Автор более десяти архитектурных шедевров, в основном в стиле русской и советской классической архитектурной школы, модерна и конструктивизма.

## Биография и творчество
Родился в Киеве, в семье бывшего крепостного крестьянина из Курской губернии. В 1899 году получил среднее образование.
В 1904 году окончил в Петербурге Институт гражданских инженеров с медалью за лучший архитектурный проект, премией за лучший отчёт и званием гражданского инженера. Проходил практику в Москве у архитектора Л. Н. Кекушева.
С целью изучения архитектуры и дальнейшего совершенствования в 1900, 1902, 1908, 1911 и 1917 годах посещал Германию, Францию, Англию, Австрию, Швейцарию, Турцию, Грецию, Италию и Норвегию.
В 1917 году окончил Высшее художественное училище со званием художника-архитектора.
Преподавал в Киевском Архитектурном институте, впоследствии — Киевском художественном институте (1923—1930 годы).
Один из основателей и профессоров архитектурного и художественного институтов в Киеве.
Наиболее известные ученики П. Ф. Алёшина — И. Ю. Каракис, В. И. Заболотный, П. Г. Юрченко, Г. И. Волошинов, А. О. Колесниченко, Я. А. Штейнберг, С. А. Барзилович.

## Раннее творчество
В 1906—1909 годах работал над зданием «Торгово-Промышленного Товарищества Бажанова и Чувалдиной» (или Дом Бажанова) по ул. Марата, 72 в Санкт-Петербурге.
В 1909—1910 годах проектировал доходный дом по ул. Олеся Гончара, 74, в Киеве.
В 1911—1913 годах — особняк Ковалевского по ул. П. Орлика, 1/15, в Киеве.
В 1912—1914 годах — доходный дом по ул. Виноградной, 5, в Киеве.
В 1912 году — особняк в Полтаве по ул. Спасской, 11, в котором несколько десятилетий находился Полтавский художественный музей.

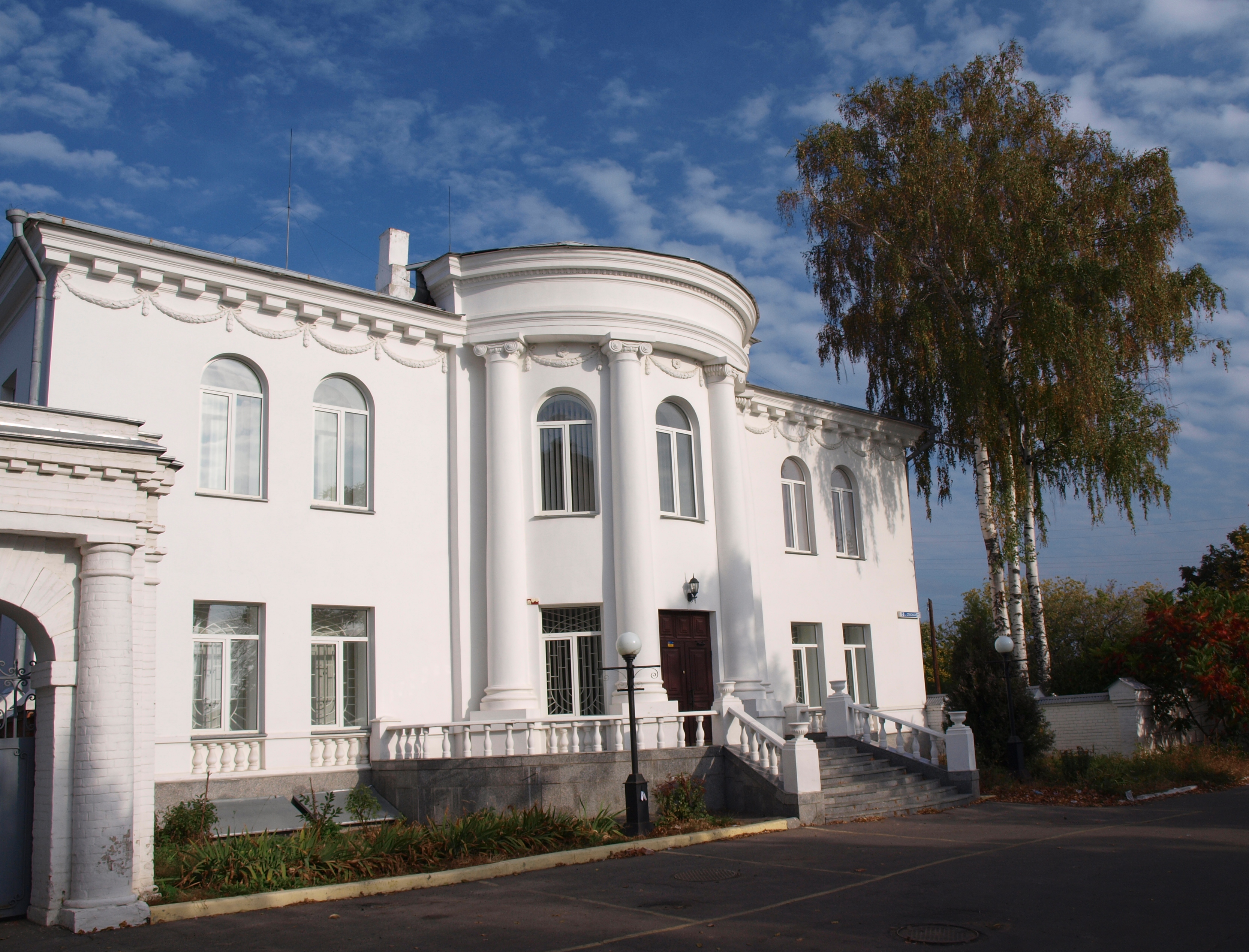
Одна из ранних работ Павла Алёшина — особняк в Полтаве, в котором многие десятилетия размещался Полтавский художественный музей

### Здание Педагогического музея
В начале XX века строительство народной аудитории было запрещено, но стало возможным благодаря поддержке С. С. Могилевцева, известного киевского мецената, выделившего 500 тысяч рублей. Могилевцев решил вместо «опасной» народной аудитории построить заведение под названием «Педагогический музей».

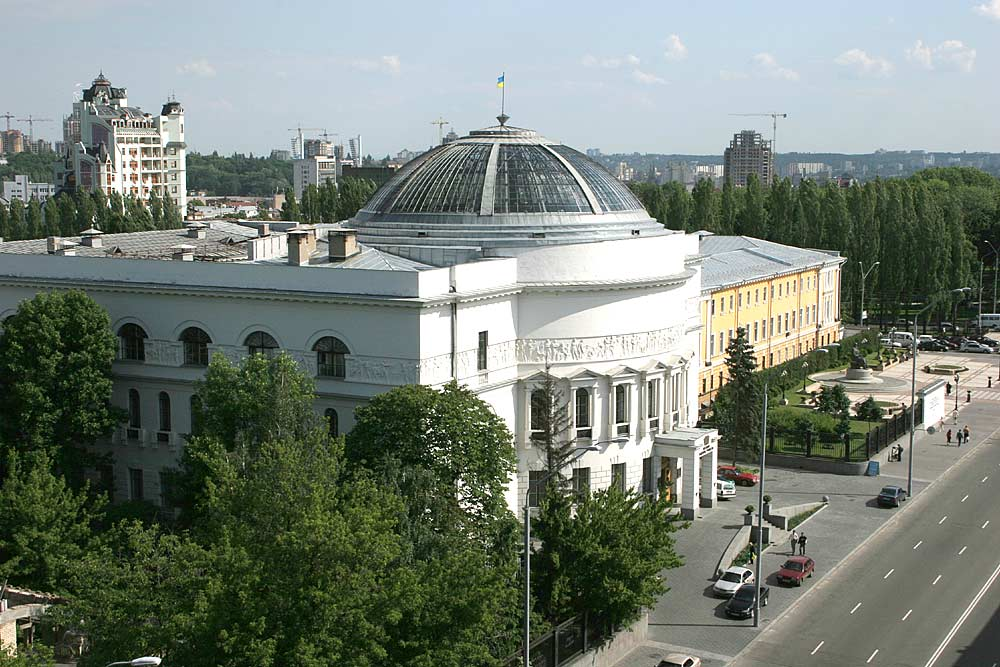
Педагогический музей в г. Киеве

Идея удовлетворила власти, и работы продолжились. В связи с тем, что закладка первого камня состоялась 30 июня 1910 года, в день рождения престолонаследника Алексея, музею было дано имя Цесаревича Алексея.
По требованию Могилевцева, дед которого был крепостным, открытие здания должно было состояться во время празднования 50-летия отмены крепостничества. Строительство вёл известный киевский подрядчик Л. Б. Гинзбург, и в течение года все работы были завершены. Открытие музея состоялось 28 сентября 1911 года.
К этой дате известный киевский ювелир И. А. Маршак изготовил серебряный макет здания, ныне находящийся в экспозиции Государственного исторического музея Украины.

### Дальнейшая работа
Своё поражение во Всероссийском конкурсе на проект здания Губернского земства по ул. Владимирской, 33 в Киеве, Алёшин расценил как толчок к новому повороту в творческой биографии. В 1914 году он поступил в Императорскую Академию художеств в Санкт-Петербурге, на курс профессора Л. Н. Бенуа, таким образом прибавив к званию гражданского инженера звание архитектора-художника.
1914 год — доходный дом ул. Владимирской, 19 в Киеве (не сохранился).
1914—1917 годы — здание бывшей Ольгинской гимназии, ныне Президиум Академии Наук Украины.
В 1917 году совместно с профессором Григорием Дмитриевичем Дубелиром составил проект планировки курорта-сада «Комперия» в Крыму, площадью около 100 десятин, исполненных в натуре.
В 1917—1918 годах совместно с профессором Дубелиром составил проект планировки Мурманска.

## Советский период
В 1917—1920 годах принимал участие в частичной реконструкции Киева.
С 20 июля 1918 года по 4 августа 1920 года был главным архитектором Киева.
2 декабря 1920 года стал членом совета по реорганизации Киевского политехнического института.
В 1921—1922 годах создал 15 проектов здания единой трудовой школы для сёл Киевской губернии.
В 1923 году — проект здания для рабочих Мироновской Селекционной станции.
С 1 июня 1922 года по 1 ноября 1924 года — Киевский губернский архитектор.
С 1923 года — профессор в Киевском архитектурном институте.
В 1924 году, по поручению Губисполкома, создал проект Рабоче-Крестьянского Дворца Труда для г. Киева.
В 1924 году, совместно со своими учениками, создал проект театра для г. Ростова-на-Дону.
В 1927 году, совместно с профессором А. Вербицким, разработал два проекта вокзала для Киева.
1928—1930 годы — 1-й жилой дом врача.

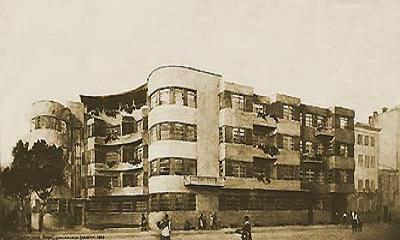
Первый жилой дом врача в г. Киеве

В 1928 году, при участии В. И. Заболотного и П. Г. Юрченко, разработан проект Дворца Правительства в Харькове.
В 1929 году, совместно с Г. И. Волошиновым и И. Ю. Каракисом, составлен проект здания образцовой школы для Киева на 18 классов.
В 1930—1931 годах участвовал в проектировании планировки города на 113 000 человек для посёлка ХТЗ — «Соцгородок „Новый Харьков“».
1932—1935 годы — 2-й дом «Советского врача» (совместно с А. О. Колесниченко).
1934—1935 годы — 2-й дом Академии.
В 1934 году, по поручению Академии Наук УССР, работал над эскизом Нового ботанического сада в Киеве в Голосеево.
1934—1935 годы — Всесоюзный Дом Обороны, (совместно с  А. О. Колесниченко).
1934—1936 годы — реконструкция гостиницы «Гранд-отель» (совместно с А. О. Колесниченко).
1934—1937 годы — 1-й и 2-й дома ВУСПС.
1934—1935 годы — Дом Пионеров (совместно с О. П. Алёшиной).
1935—1936 годы — Институт физики Академии Наук УССР.
1935—1937 годы — руководитель творческого коллектива, участвующего в конкурсах на проект комплекса Правительственного центра в Киеве.
1936—1937 годы — Институт Геологии.
В 1937 году было принято решение о создании украинского филиала музея Ленина в Киеве.
В 1939 году составлен проект планировки квартала музея Ленина в Киеве.
В 1944 году начато восстановление Мариинского дворца для ЦК КП(б)У (архитекторы Бартоломео Растрелли и Константин Маевский), которое продолжилось в 1949 году.
1944 год — проект восстановления главного корпуса Киевского Государственного университета им. Т. Г. Шевченко.
Профессор Киевского Художественного института.
1945 год — исполняющий обязанности директора Института восстановления городов и сёл Украины.
В 1945 году стал лауреатом II-й премии за конкурсный проект восстановления Крещатика (с участием А. О. Колесниченко).
Действительный член-корреспондент Академии архитектуры УССР, член Президиума и вице-президент Академии архитектуры УССР.
1952 год — конкурсный проект станции метрополитена «Киевская-Кольцевая» в Москве.
Умер в 7 октября 1961 года в Киеве после инсульта, похоронен на Лукьяновском кладбище.
В связи со 100-летием со дня рождения (дата вошла в календарь ЮНЕСКО) на доме № 17 по Большой Житомирской улице, где жил архитектор, установлена мемориальная доска. Павел Алёшин, по словам Н. Дёмина, является одним из архитекторов, внёсших наибольший вклад в формирование архитектурного образа Киева.

## Наиболее значительные сооружения

### Жилые дома
В Санкт-Петербурге

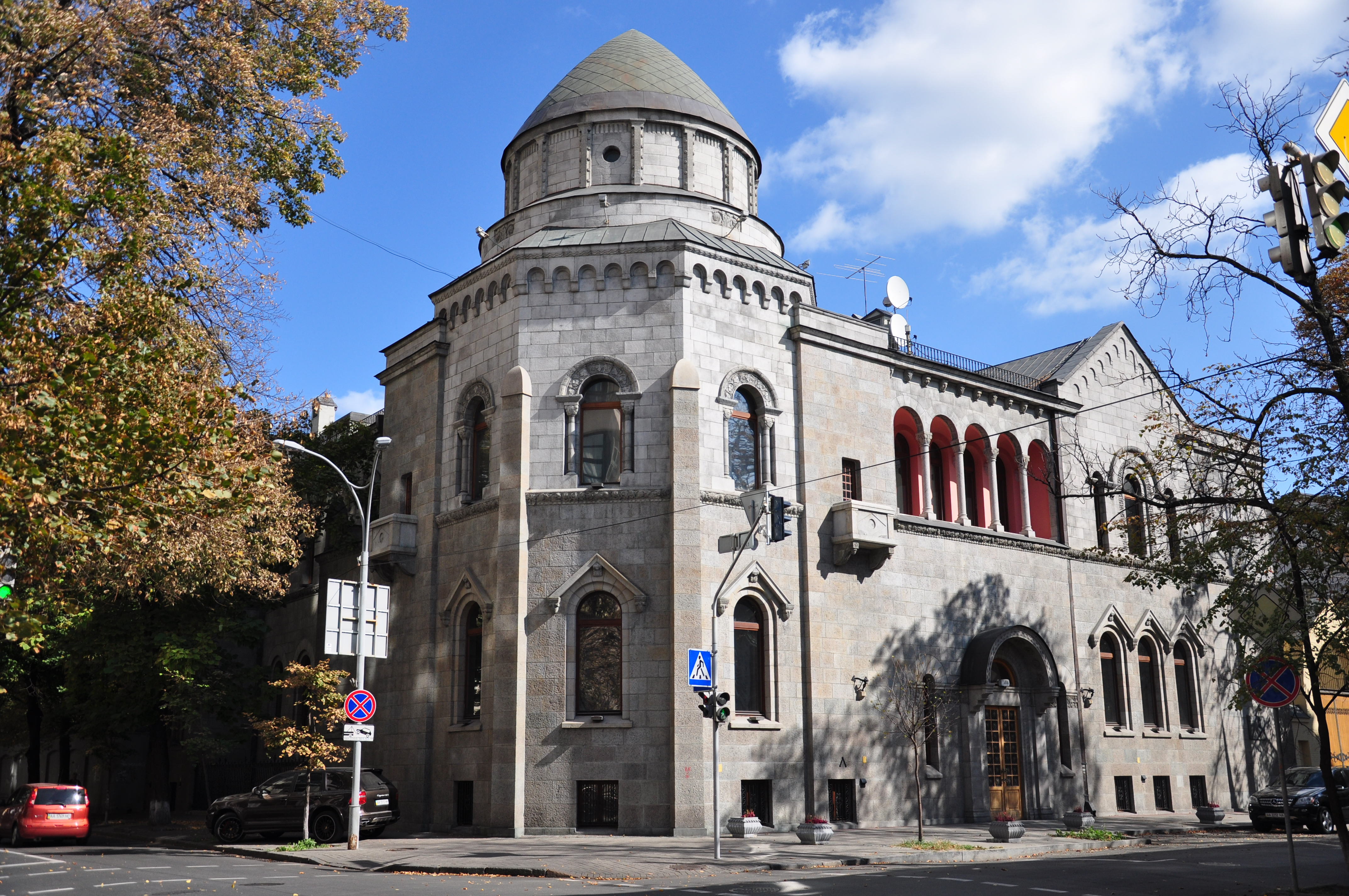
Особняк Ковалевского в Киеве по ул. Елизаветинской (ныне Пилипа Орлика), 1/15, 1911—1913

- Здание Торгово-Промышленного Товарищества Бажанова и Чувалдиной по ул. Марата, 72 в Санкт-Петербурге — 1906—1910 годы.

В Киеве
- Доходный дом по ул. Олеся Гончара, 74 в Киеве (не сохранился) — 1909—1910 годы.
- Особняк Ковалевского по ул. Елизаветинской (ныне Пилипа Орлика), 1/15 в г. Киеве — 1911—1913 годы.
- Доходный дом по ул. Виноградной, 5 в Киеве — 1912—1914 годы.
- Доходный дом ул. Владимирской, 19 в Киеве (не сохранился) — 1914 год.
- 1-й жилой дом врача по ул. Большой Житомирской, 17 в Киеве — 1928—1930 годы.
- 2-й жилой дом врача по ул. Заньковецкой, 5/2 в Киеве (соавтор А. О. Колесниченко) — 1932—1935 годы.
- Жилой дом по ул. Лютеранской, 28 в Киеве (соавторы А. О. Колесниченко и Г. А. Любченко)

### Общественные здания
В Киеве

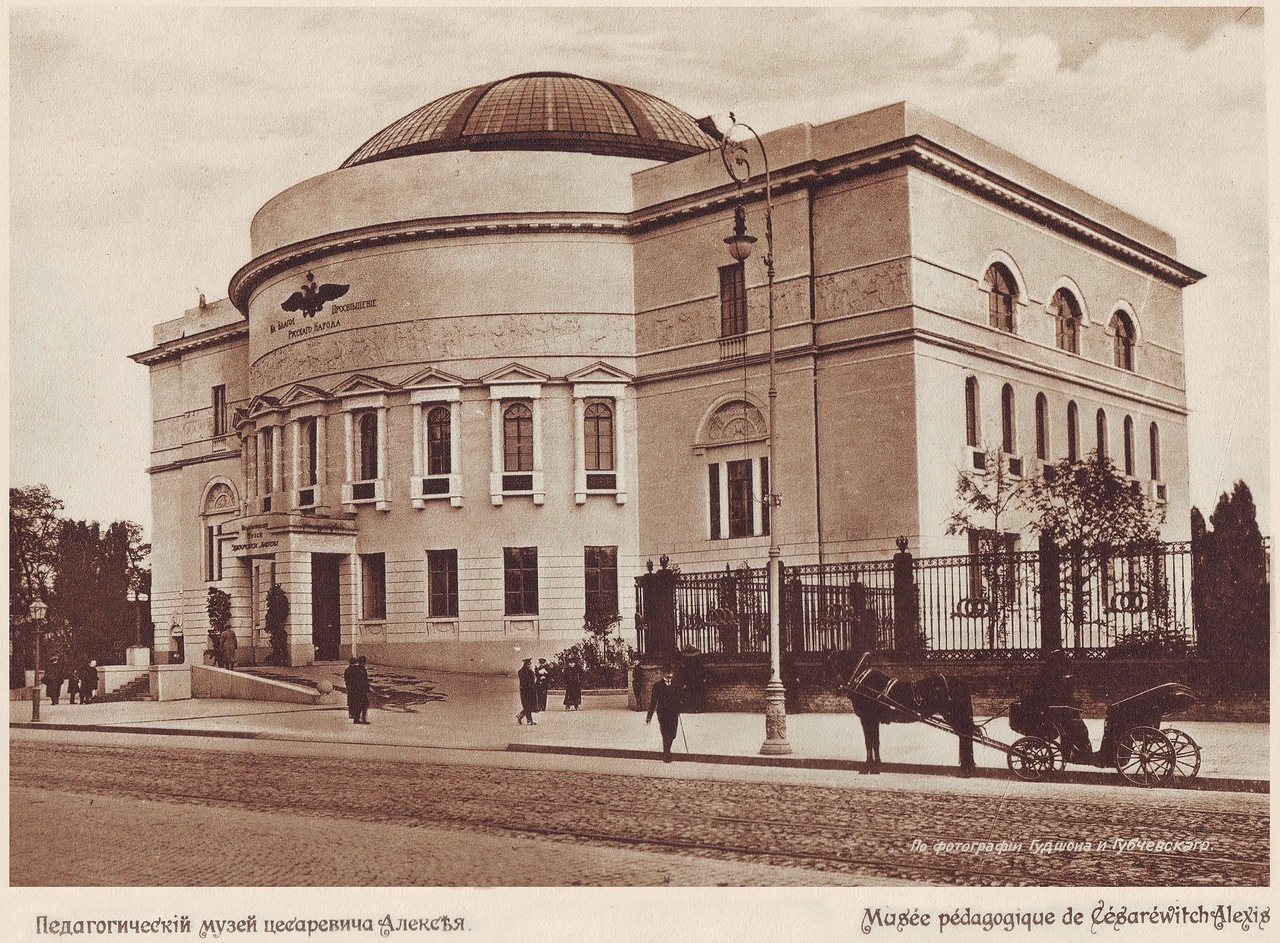
Педагогический музей имени Цесаревича Алексея в Киеве, 1910—1911. Фото 1911 г.

- Педагогический музей имени Цесаревича Алексея по ул. Владимирской, 57, 1910—1911
- Здание Ольгинской гимназии по ул. Богдана Хмельницкого, 15 в Киеве — 1909—1914 годы.
- 15 проектов зданий школ для сёл Киевской области (некоторые построены) — 1921—1922 годы.
- Комплекс Селекционной станции в г. Мироновка Киевской области — 1923 год.
- Здание образцовой школы № 71 по пер. Полевому, 10 Киеве (совместно с Г. И. Волошиновым и И. Ю. Каракисом) — 1929 год.
- Реконструкция гостиниц «Интурист», «Континенталь» в Киеве — 1932 год.
- Здание Всеукраинского Дома Обороны на ул. Крещатик, 1 в Киеве, (совместно с А. О. Колесниченко, не сохранилось) — 1934 год.
- Реконструкция гостиницы «Гранд-отель» в Киеве, (совместно с А. О. Колесниченко, не сохранилась) — 1934 год.
- Восстановление Киевского университета им. Т. Г. Шевченко в Киеве — 1944 год.
- Восстановление Мариинского дворца в Киеве — 1944 год.

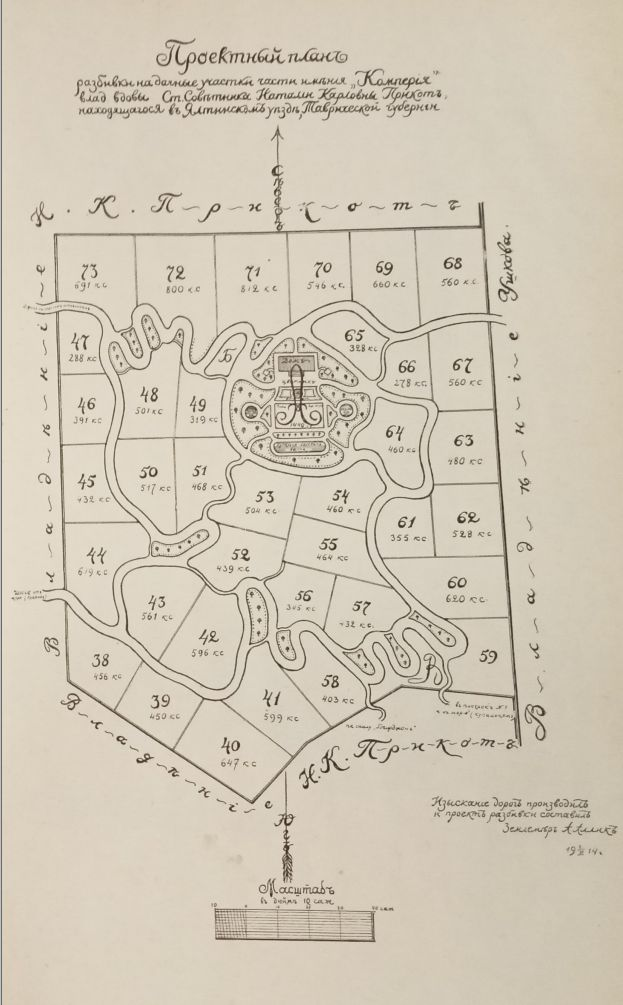
Комперия-Сарыч, план

## Градостроительство
- Конкурс на проект планировки города-сада «Зелёный Петроград» в районе Петрограда (3-я премия) — 1917 год.
- Проект планировки курорта-сада «Комперия-Сарыч» в районе Ласпи в Крыму (совместно с Г. Д. Дубелиром) — 1917 год.
- Проект планировки города Мурманска (совместно с Г. Д. Дубелиром) — 1917—1918 годы.
- Проектирование и строительство соцгорода «Новый Харьков» (руководитель творческого коллектива) — 1930—1932 годы.
- Участие в конкурсах по проектированию комплекса Правительственного центра в Киеве (руководитель творческого коллектива) — 1935—1937 годы.
- Проект планировки квартала музея Ленина в Киеве — 1939 год.
- Конкурсный проект восстановления Крещатика в Киеве (при участии А. О. Колесниченко — 2-я премия) — 1945 год.

## Архитектурные конкурсы
- Конкурс на здание образцового 4-классного училища по ул. Ярославов Вал, 40 в г. Киеве (1-я премия. Построено по проекту арх. П. И. Голландского, ныне Институт театрального искусства) — 1903 год.
- Конкурсный проект здания реального училища для г. Вятки (совместно с Б. И. Конецким) — 1905 год.
- Конкурсный проект здания коммерческого училища в Казани (4 премия) — 1906 год.
- Конкурсный проект здания здания гимназии в Екатеринбурге (совместно с Б. И. Конецким) — 1909 год.
- Конкурсный проект четырёх зданий школ для разных городов России (2 премия) — 1909 год.
- Конкурсный проект фасада Киевской публичной библиотеки в Киеве — 1909 год.
- Конкурс на проект здания Губернского земства в г. Киеве (1-е место завоевал академик архитектуры В. А. Щуко. Ныне здание СБУ Украины) — 1913 год.
- Конкурс на проект планировки города-сада «Зелёный Петроград» (3-я премия) — 1917 год.
- Конкурс на проект театра в Ростове-на-Дону (совместно с учениками, 5-я премия) — 1924 год.
- Конкурс на проект фасада железнодорожного вокзала в Киеве (совместно с А. М. Вербицким, 1-я и 2-я премии) — 1927 год.
- Конкурс на проект Дворца Правительства в Харькове, (совместно с В. И. Заболотным и П. Г. Юрченко, 5-я премия)
- Конкурс на проектирование и строительство здания образцовой школы в г. Киеве (совместно с Г. И. Волошиновым и И. Ю. Каракисом, 1-я премия) — 1928 год.
- Конкурсы на проект комплекса Правительственного центра в Киеве (руководитель творческого коллектива) — 1935—1937 годы.
- Конкурсный проект восстановления Крещатика в Киеве (с участием А. О. Колесниченко, 2-я премия) — 1945 год.
- Конкурсный проект станции метрополитена «Киевская-Кольцевая» в Москве — 1952 год.

## Адреса в Санкт-Петербурге
- 1907—1909 — Николаевская улица, 57[8];
- 1909—1913 — Ивановская улица, 18 / Ямская улица, 29;
- 1913—1917 — Конногвардейский бульвар, 15.

## Семья
- Жена — Ольга Фёдоровна Мухортова, выпускница Смольного института. Ольга Мухортова родилась 19 февраля 1889 года в сельце Липовица Малоархангельского уезда, в имении деда, отставного штабс-ротмистра Фёдора Акимовича Мухортова, известного среди окрестных помещиков своей образованностью, гостеприимством и любовью к лошадям.
- Дочь — Алёшина, Ольга Павловна, пошла по стопам отца, также став архитектором, работала в основном в Киеве.